# Цзыян (Анькан)
Цзыя́н (кит. упр. 紫阳, пиньинь Zǐyáng) — уезд городского округа Анькан провинции Шэньси (КНР). Уезд назван в честь находящейся в тамошних горах «пещеры Цзыяна», в которой, по преданию, постигал Дао святой человек Чжан Пиншу.

## История
После того, как в царстве Цинь в 312 году до н. э. был создан уезд Сичэн, то лежащие западнее него земли были объединены в уезд Чэнгу (成固县). После основания империи Хань на стыке уездов Сичэн и Чэнгу был создан уезд Аньян (安阳县). В эпоху Троецарствия эти места оказались в составе царства Вэй, и от уезда Аньян был отделён уезд Хуанцзинь (黄金县); оставшийся уезд Аньян занимал территории современных уездов Ханьинь, Шицюань и части уездов Цзыян и Ниншань. При империи Западная Цзинь в 280 году уезд Аньян был переименован в Анькан (安康县). При империи Восточная Цзинь западная часть уезда Анькан была в 347 году выделена в отдельный уезд Чанлэ (长乐县); оставшийся уезд Анькан занимал территорию современного уезда Ханьинь, юго-восточную часть современного уезда Шицюань и северо-западную часть современного уезда Цзыян.
В эпоху Южных и Северных династий эти земли не раз переходили из рук в руки, а их административное устройство сильно изменялось. При империи Лян из уезда Анькан был выделен уезд Нинду (宁都县). При династии Лю Сун в 420 году из южной части уезда Нинду и западной части уезда Сичэн был создан уезд Гуанчэн (广城县). Когда эти земли были захвачены Северной Вэй, то уезд Нинду был присоединён к уезду Анькан, после чего тот был переименован в Нинду. В 552 году эти места были захвачены войсками Западной Вэй, власти которой присоединили уезды Гуанъян и Ханьинь к уезду Нинду, в результате чего он стал занимать территории современных уездов Ханьинь, Цзыян, и южную часть современного уезда Шицюань. Затем уезд Нинду был переименован в Анькан.
При империи Тан в 618 году из уезда Анькан были выделены уезды Нинду и Гуандэ (广德县), но в 627 году они вновь были присоединены к уезду Анькан, в 757 году переименованному в Ханьинь. В 771 году уезд Шицюань из-за малонаселённости был присоединён к уезду Ханьинь, но в 805 году был выделен вновь. После монгольского завоевания уезд Ханьинь был расформирован, а его земли перешли под непосредственное управление властей области Цзиньчжоу (金州).
В конце монгольского правления (первая половина XIV века) уезд Ханьинь был создан вновь; тогда он занимал территорию современных уездов Ханьинь и Цзыян. При империи Мин он был в 1377 году присоединён к уезду Шицюань, но позднее воссоздан. В 1512 году из уезда Ханьинь был выделен уезд Цзыян.
В 1951 году был создан Специальный район Анькан (安康专区), и уезд вошёл в его состав. В 1968 году Специальный район Анькан был переименован в Округ Анькан (安康地区).
В 2000 году были расформированы округ Анькан и город Анькан и образован городской округ Анькан.

## Административное деление
Уезд делится на 17 посёлков.